# 学步桥
学步桥位于河北邯郸市沁河上，南邻串城街，西靠陵西路，东边是沁河带状公园，是一条历史悠久的石桥，也是邯郸市文物保护单位。学步桥建筑规模不大，但由于建造时采料严谨，结构坚固，雕刻精美，外型美观，具有古赵文化和民族桥梁的建筑风格，同时还是成语典故邯郸学步的起源地，随着邯郸市对沁河的开发和治理，沁河上增多了许多新建的桥梁，学步桥在沟通邯郸古城南北交通上的功能逐步降低，不再作为交通桥梁使用，而是作为具有丰厚历史文化的文化符号。

## 历史
学步桥最早建于何时已不得考证，据当地县志记载，最早的学步桥是木料结构建造的，是跨越沁河之上的唯一桥梁，称为「三辅锁钥」，但是常年遭到洪水的毁坏。
明万历四十五年（1617年）当地乡绅和富户以及周边百姓在官府的号召下集资改建为石拱桥，一直保留到现在。
史无前例的文革期间，学步桥遭到「破四旧」的冲击，疯狂的红卫兵们将桥上石狮子全部砸坏，丢入沁河内，桥碑也险些被砸毁。文革结束后，邯郸市政府从沁河中打捞出被破坏的石狮子，重新修补石狮子还有桥身其他被破坏的地方。
1983年，邯郸市政府为开发沁河两岸，决定在学步桥周边修建娱乐休闲广场，取名为学步桥广场，加强对古桥的保护和开发。并在学步桥的南北桥头的河堤上，建立以成语典故为主题的沁河沿岸景观游园，北桥头还立着一个牌坊，上面刻着体现邯郸古代历史遗迹的图像，在北桥头东南角同时也竖立着一块石碑，石碑正面刻着「学步桥」三字，由于年代久远，石碑后的文字已经模糊不清。

## 特点
石桥身长总长32米，桥面宽9米，桥高8米，桥面两边各设有19块拦板和18根望柱，每块拦板上雕刻历史人物故事，望柱上面刻着形态各异的狮子、猴子等动物。桥下设有三个大桥孔，采用敝肩的方式，即在每个大拱的两端各设两个小拱，一共设有四个小桥孔。这样的修建方式比隋朝李春监造的赵州桥更具有泄洪能力，也进一步减轻的桥身的重力，使桥梁更稳固。三个大桥孔中心处雕刻着向沁河河面俯视的狮子头。

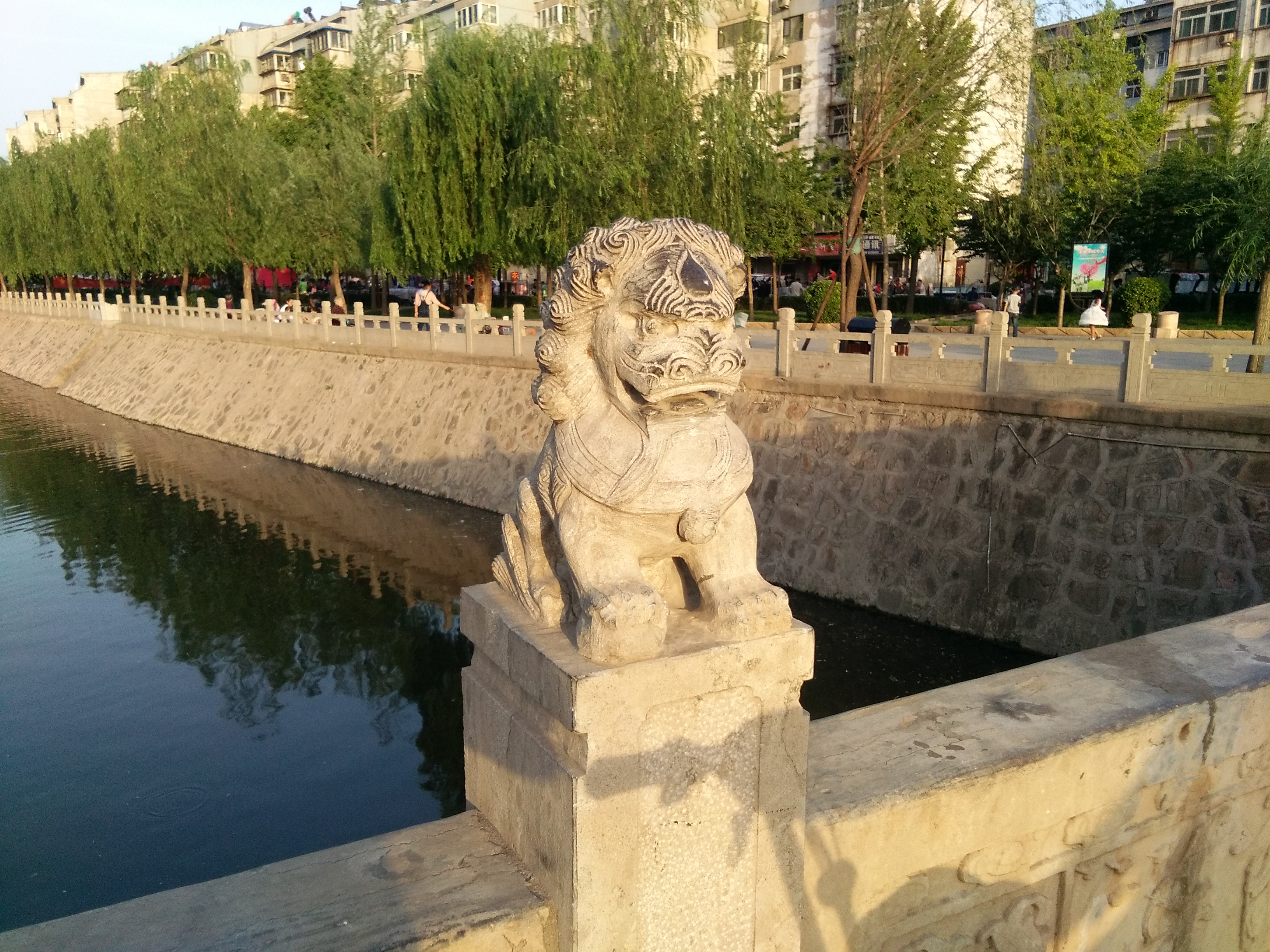
桥上的石狮子
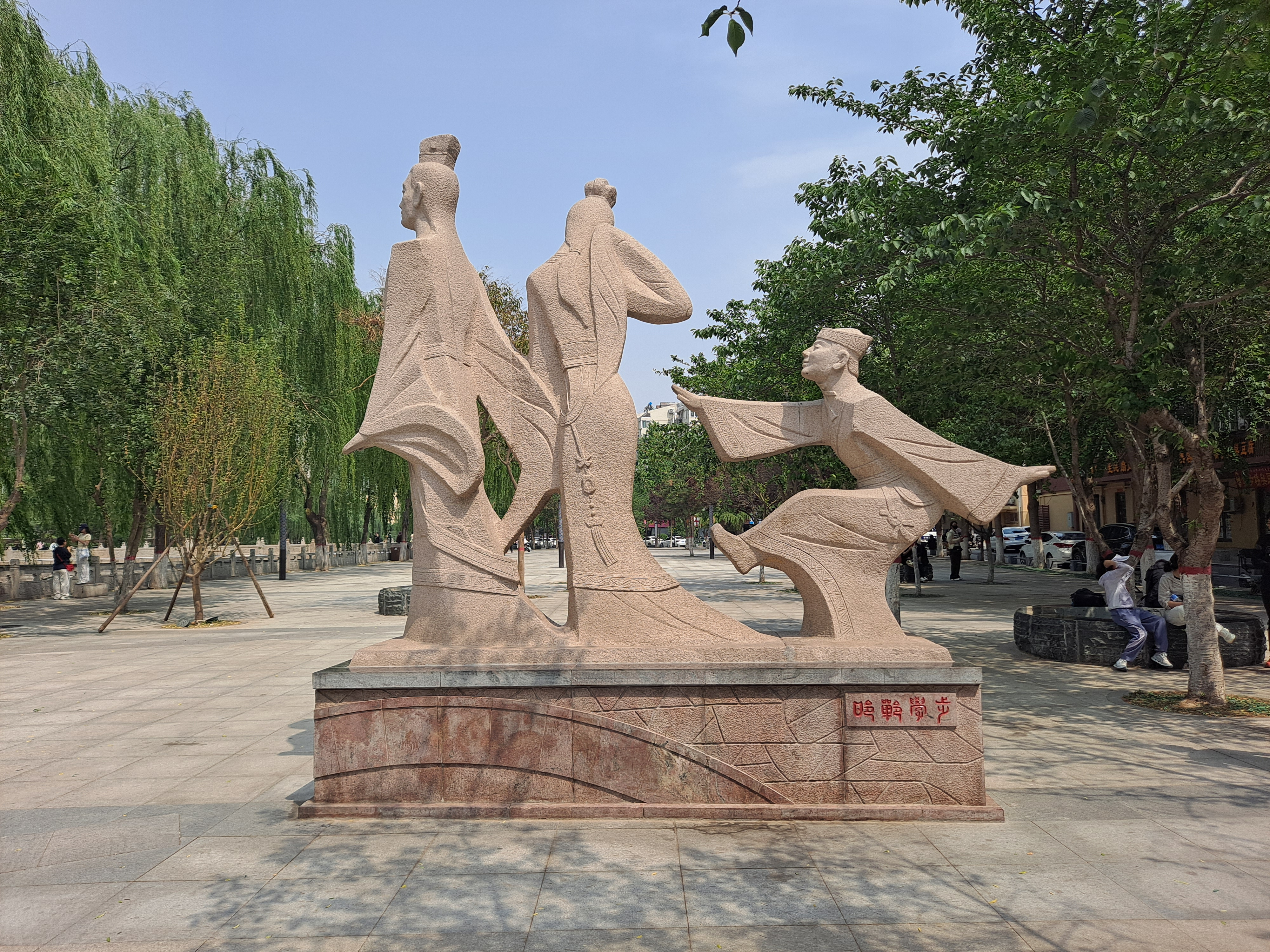
学步桥雕像

## 典故
两千年前，燕国有一位少年听说赵都邯郸人走路姿势都很优美，便独自前往赵都邯郸学习走路姿势。到邯郸以后，他很细心的观察街上来往的路人，于是他开始模仿邯郸人走路，可是总是学不象。他很苦恼地坐在城北的小桥边思索如何才能走的好看。结果他不仅忘掉了自己原来走路的姿势，也没有学会赵国人走路的样子。最终爬着回燕国了。赵国人知道这件事以后，便把他学走路地这座桥叫做学步桥。